# Subaru Dex
La Subaru Dex est un minispace sorti en octobre 2008 au Japon.
Il s'agit en fait d'une version rebadgée de la deuxième génération de la Toyota bB et de la Daihatsu Coo (Daihatsu Materia à l'exportation) vendue depuis 2006. Elle s'en distingue par une calandre spécifique et un bouclier plus massif intégrant des optiques carrées.
Les ventes ayant été très faibles (à peine 3 000 exemplaires en 2009, sa meilleure année), la Dex a été retirée du catalogue Subaru fin 2011[réf. souhaitée].